# Hugo González Carhuavilca
Hugo Fredy González Carhuavilca es un profesor y político peruano. Fue consejero regional de Lima entre 2011 y 2014 y alcalde de la provincia de Huarochirí entre 2015 y 2018.
Nació en el distrito de Langa, provincia de Huarochirí, Perú, el 27 de marzo de 1965, hijo de Silvio González Zárate y Adela Carhuavilca Salazar. Cursó sus estudios primarios y secundarios en su localidad natal. Entre 1992 y 1997 cursó estudios superiores de educación en la Universidad Nacional de Educación Enrique Guzmán y Valle en Chosica.
Su primera participación política se dio en las elecciones municipales de 2006 cuando fue elegido como regidor del distrito de Langa. Participó, luego, en las elecciones regionales del 2010 como candidato a consejero regional por la Concertación para el Desarrollo Regional - Lima obteniendo la elección por la provincia de Huarochirí. En las elecciones municipales del 2014 fue candidato del movimiento Patria Joven a la alcaldía provincial de Huarochirí obteniendo la representación.